# Stygodiaptomus petkovskii
Stygodiaptomus petkovskii is een eenoogkreeftjessoort uit de familie van de Diaptomidae. De wetenschappelijke naam van de soort is voor het eerst geldig gepubliceerd in 1991 door Brancelj.